# Přebor Kraje Vysočina
Přebor Kraje Vysočina tvoří společně s ostatními krajskými přebory skupiny páté nejvyšší fotbalové soutěže v Česku. Je řízen Krajským fotbalovým svazem Vysočiny. Hraje se každý rok od léta do jara se zimní přestávkou. Účastní se ho 14 týmů z Vysočiny, každý s každým hraje jednou na domácím hřišti a jednou na hřišti soupeře, celkem se tedy hraje 26 kol. Premiérovým ročníkem byl 2002/03.
Z důvodu pandemie covidu-19 v Česku byl ročník 2019/20 z rozhodnutí FAČR ukončen po třinácti odehraných kolech.

## Postupový a sestupový klíč
Vítězem se stává tým s nejvyšším počtem bodů v tabulce a postupuje do Divize D nebo Divize E (dle geografické polohy vítězného týmu). Poslední tým sestupuje do I. A třídy (skupiny A a B) podle spádovosti. Do Přeboru Vysočiny postupují vítězové obou skupin I. A třídy. Pokud do přeboru nesestoupí tým z divize, pak je počet účastníků doplněn lepším týmem ze druhého místa obou skupin I. A třídy.

## Vývoj názvu, úrovně a počtu účastníků
- 1960 – 2002 viz Přebor Jihomoravského kraje, Přebor Jihočeského kraje, Přebor Středočeského kraje a Přebor Východočeského kraje
- 2002 – 2007 Přebor Kraje Vysočina (jedna ze skupin 5. nejvyšší soutěže, 14 účastníků)
- 2007 – 2015 Přebor Kraje Vysočina (jedna ze skupin 5. nejvyšší soutěže, 16 účastníků)
- 2015 – dosud Přebor Kraje Vysočina (jedna ze skupin 5. nejvyšší soutěže, 14 účastníků)

## Vítězové
| Ročník  | Vítězný tým                    |
| ------- | ------------------------------ |
| 2002/03 | SK Dekora Ždírec nad Doubravou |
| 2003/04 | FC ŽĎAS Žďár nad Sázavou       |
| 2004/05 | FC Velké Meziříčí              |
| 2005/06 | TJ Sokol Hartvíkovice          |
| 2006/07 | FC Slovan Havlíčkův Brod       |
| 2007/08 | SK Dekora Ždírec nad Doubravou |
| 2008/09 | FK Pelhřimov                   |
| 2009/10 | SFK Vrchovina                  |
| 2010/11 | TJ Slavoj TKZ Polná            |
| 2011/12 | SK Bystřice nad Pernštejnem    |
| 2012/13 | FSC Stará Říše                 |
| 2013/14 | FC Slovan Havlíčkův Brod       |
| 2014/15 | SK Tatran Ždírec nad Doubravou |
| 2015/16 | FC Spartak Velká Bíteš         |
| 2016/17 | SK Tatran Ždírec nad Doubravou |
| 2017/18 | AFC Humpolec                   |
| 2018/19 | SK Bystřice nad Pernštejnem    |
| 2019/20 | FK Pelhřimov                   |
| 2020/21 | Nedohráno kvůli COVID-19       |
| 2021/22 | TJ Dálnice Speřice             |
| 2022/23 | FK Maraton Pelhřimov           |
| 2023/24 | FŠ Třebíč                      |
| 2024/25 | FK Maraton Pelhřimov           |

### Vícenásobní vítězové
- 4 – SK Tatran Ždírec nad Doubravou (2002/03 a 2007/08 jako SK Dekora Ždírec nad Doubravou, 2014/15 a 2016/17)
- 4 - FK Maraton Pelhřimov (2008/09 jako FK Pelhřimov, 2019/20 jako FK Pelhřimov a 2022/23), 2024/25
- 2 – FC Slovan Havlíčkův Brod (2006/07 a 2013/14)
- 2 – SK Bystřice nad Pernštejnem (2011/12 a 2018/19)